# Фантасмагорія (мультфільм)
«Фантасмагорія» (фр. Fantasmagorie) — анімаційний мультфільм французького аніматора Еміля Коля, відзнятий 1908 року на студії Gaumont (Франція). Вважається першим повноцінним анімованим фільмом у світі. Прем'єра фільму відбулася в Парижі 17 серпня 1908 року.

## Загальна характеристика
- Фільм — анімація
- Кольороподіл — чорно/білий
- Тривалість — 1 хв. 40 сек.[2]
- Довжина плівки — 36 м.
- Формат — 35 мм.
- Прем'єра — 17 серпня 1908 року.

## Історія
17 серпня 1908 році в театрі «Жімназ» у Парижі відбулася прем'єра першого у світі повністю анімаційного фільму Еміля Коля. Це була коротка, чорно-біла, німа, двохвилинна стрічка «Fantasmagorie» — «Фантасмагорія або кошмар Фантоша», в якій розповідалося про Фантоша (fantoche — лялька, маріонетка) і його фантастичні пригоди. Малюнок цієї містерії Коля доволі простий, навіть скоріше схематичний; білі лінії на чорному тлі дивним чином трансформуються, перетворюючись на різні предмети, особи. Для глядачів такий фільм став новомодною дивиною, адже це була цілісна картина, на противагу статичним та оптичним анімаційним замальовкам (точніше — проєкціям художніх робіт на екран). Крім того, сама назва картини одразу зачаровувала глядачів, які вже десятиліття, як зачаровані ходили від навіювань кіномистецтва (яке сприймалося всіма верствами суспільства як містика, чари…).
Після першого показу картина тріумфально пройшлася тодішніми кінозалами Європи та Америки. Студії Gaumont довелося зробити англомовну копію (яка, завдяки вступним титрам, мала тривалість 2 хв). А автора картини спонукали відзняти ще дві короткометражки на продовження цієї теми. Але головною особливістю картини стало її новаторство в кіномистецтві, завдяки якому незабаром і почалася справжня ера анімації.

## Фільм
Фільм має назву Фантасмагорія, хоча серед народу він знаний як «Пригоди Фантоша». Карикатурист Еміль Коль придумав таку назву, як данину тогочасній моді. Тоді у французькому суспільстві (вищих прошарках та культурному середовищі) були в моді фантасмагоричні течії: захоплення різними ілюзіоністами, фантастикою та містикою. Окрім того, Еміль уже тоді, знаючись на кіномистецтві, дав зрозуміти, що таким чином послуговується світловими картинками для передачі химерно-фантастичних зображень, які одержував за допомогою оптичних приладів та засобів.
Дослідники творчості Еміля Коля, вважають, що автор, бувши знаним карикатуристом та відомою світською персоною, у фільмі вдався до своїх улюблених саркастичних засобів, висміявши тодішнє світське життя паризьких буржуа та представників влади.

### Персонажі фільму
- Головний герой містерії Фантош — популярний у тогочасній Європі комічний герой (представлений у сатиричних, комедійних постановках театрів, вуличних дійствах, карикатурах)
- Другорядні персонажі — Пані в капелюшку, Буржуа-перехожий, Поліціянт, Слон, Кінь
- Автор-художник (з'являється двічі) — так Еміль Коль поєднав елементи ігрового кіно з анімацією (коли використав руки художника, який малює/підмальовує головного героя)

### Сюжет
Сюжет фільму заснований на справжній фантасмагорії, в якій автор утілив химерні видіння, щось нереальне, поєднавши простонародну карикатуру та химерні образи.
Головний герой фільму Фантош з'являється за сприяння художника-автора, який малює його на чорному тлі. Згодом, цей бешкетник, сидячи в театрі позаду пані з пишним капелюшком (який заважає Фантошу переглядати спектакль), розбирає той капелюшок у неї на голові. Згодом він збиткується з перехожого, потім фантазія автора кількаразово перетворює Фантоша на різні предмети, особи, допоки його не піймали і не посадили в залогу. Залогою виявився великий бутель (від шампанського), який згодом перетворюється на квітку, яка потім стає хоботом слона. Тому Фантош продовжив свої пригоди, гойдаючись на цьому хоботі. Коли ж він дістався до одного з будинків, за ним унадився поліціянт і знову закрив його там. Тікаючи від поліціянта Фантош вискочив з другого поверху будинку й розбився. Довелося знову втручатися автору картини, який, на умовному хірургічному столі, склеїв Фантоша, а той згодом ожив, перевтілився чи то в метелика, чи то в комаху, і здійнявся до неба. На небі він зустрів небесного коня, усівся на його круп і, стрибаючи на ньому, попрощався з глядачами.

### Технологія
На час створення фільму прогресивні художники-аніматори впроваджували різні форми показу художніх робіт. Але нікому не вдавалося перебороти статичності форми. Лише один американський кінематографіст поєднав кіно та анімацію — Стюарт Блектон, який на початку XX століття створив примітивну анімаційну «Чарівну автоматичну ручку». Ця короткометражка базувалася на ефекті крейдяної лінії («chalk-line effect»), коли художник малював крейдою на чорному тлі; та перші тогочасні розкадрування були доволі розірваними, через що втрачалася пластичність та послідовність деталей, подій. Саме цій роботі американця судилося стати каталізатором серед паризької богеми та кіноманів у 1907 році.
І один зі сподвижників кіно у Франції — Леон Гомон взяв за мету відтворити у своїй студії цю техніку кіно. Численні оператори, ентузіасти пробували її реалізувати, але їм не вдавалося. Лише 50-літній карикатурист Еміль Коль, за тривалий період, зміг розшифрувати секрет американця. Слід відзначити, що Еміль був доволі професійним художником, знав численні художні техніки та особливості цього мистецтва, а його співпраця з виданнями, газетами сприяла подальшому навчанню — уже технікам фотографії. Розгадавши секрет Стюарта Блектона, Еміль не зупинився на ньому: маючи певну практику, він його вдосконалив і зумів утілити мрії багатьох аніматорів. Він створив повноцінний анімований фільм — без статичних елементів, розривів сюжетної лінії та художнього ряду.
Спершу Еміль, визначив, що рисунки мають бути на чорному тлі. І йому стали у пригоді навички фотографа. Адже він знав, що намальована чорна лінія на білому аркуші при фотографуванні перетворюється на білу лінію на чорному негативі. А проблему нестійкості зображень Еміль вирішив вертикальним закріпленням камери. Аби досягти анімаційного ефекту, залишалося лише намалювати певну кількість картинок із невеличкими видозмінами, що не було складним для досвідченого карикатуриста (який іноді робив по 30-50 одноманітних малюнків заради відточення суті карикатури). І вже через рік показу фільмів Блектона, 1908 року в Парижі показано першу повноцінну анімацію, створену зі 700 кадрів (малюнків для кожної фази руху) Еміля Коля, вертикально відзнятих із фотонегативів, які, в свою чергу, були рисунками Еміля чорною тушшю на білому папері. Це й була анімаційна технологія віл Еміля Коля, яку за кілька років перейняли аніматори, і на якій постали численні анімаційні фільми XX століття.

## Значення в історії кіно
У колі кінематографістів та любителів кіно за фільмом Еміля Коля закріпилося визначення «першого анімованого фільму» (тобто повноцінного мультфільму), а його автора стали вважати «батьком мультиплікації» (попри невелику кількість анімаційних творів у його творчості).

### Новаторство
Окрім створення першого у світі повністю анімованого фільму, Еміль Коль цією роботою зробив два дуже важливих відкриття в кіномистецтві:
1. вперше використано методологію окремого малюнка для кожної фази руху і знімання камерою.
2. вперше використано методологію закріплення камери у вертикальному положенні.

І досі (більше ста років) ці два принципи роботи залишаються основними в графічній мультиплікації.
Крім того, саме Еміль Коль, увівши у фільм живі руки художника, запропонував поєднати ігрове кіно з мальованим і ляльковим.

## Нагороди-конкурси
- Міжнародний фестиваль анімацій (1968)
- Вік анімації (2003)